# Transformation des systèmes triphasés
Les transformations des systèmes triphasés sont utilisées dans l'étude des machines électriques.
Ces transformations permettent :
- d'établir le schéma monophasé équivalent d'une machine électrique triphasée ;
- de faciliter la commande des machines électriques ;
- de calculer la composante homopolaire.

Exemples de transformations :
- transformation de Fortescue ;
- transformation de Clarke ;
- transformée de Concordia ;
- transformée de Park ;
- transformation de Ku.